# Pańćajat
Pańćajat – system polityczny w południowej Azji, głównie w Indiach, Pakistanie i Nepalu. Najstarszy system lokalnej władzy na subkontynencie indyjskim.
Rady indyjskich jednostek administracyjnych:
- Pańćajat wsi – (gram(a)pańćajat), rada wsi indyjskiej
- block panchayat lub talukapanćajat- rada jednostki Development Block lub taluk
- Pańćajat dystryktu – (dźilapańćajat), rada dystryktu

Rady innych jednostek:
- Pańćajat kasty – (dźatipańćajat), rada dźati
- khappańćajat
- thambapańćajat
- ganwadpańćajat